# رانده‌ماهی‌های ژرفا
رانده‌ماهی‌های ژرفا (نام علمی: Ariomma) نام یک سرده از راسته سوف‌ماهی‌سانان است.